# Yatzy (schip, 1989)
De Yatzy was een halfafzinkbaar boorplatform dat in 1989 werd gebouwd door Boelwerf in Hoboken voor NV Yatzy, onderdeel van Boelwerf. Het Super Yatzy-ontwerp was van Dyvi die het platform ook charterde.
Het ontwerp van Dyvi was een relatief klein platform met een capaciteit die te vergelijken was met grotere platforms, maar goedkoper gebouwd kon worden. Het was uitgerust met een dynamisch positioneringssysteem zodat het in waterdieptes tot 900 meter kon boren. Daarnaast was het speciaal uitgerust voor de zware omstandigheden op de Noordzee en de noordelijke Atlantische Oceaan.
De oplevering was voorzien in begin 1987, maar uiteindelijk vertrok het op 11 januari 1989 over de Westerschelde richting Rotterdam. Uiteindelijk werd de Dyvi Alpha van het grotere Ultra Yatzy-ontwerp eerder opgeleverd.
Met het faillissement van Boelwerf werd het platform eind 1994 verkocht aan Arethusa als Arethusa Yatzy. In 1996 werd Arethusa overgenomen door Diamond Offshore Drilling en werd de naam Ocean Yatzy. In 2015 werd het gesloopt door Leyal in Aliaga, Turkije.